# Rokurō
Rokurō (jap. ろくろう, ロクロウ) – męskie imię japońskie.

## Możliwa pisownia
Rokurō można zapisać używając wielu różnych znaków kanji i może znaczyć m.in.:
- 六郎, „szósty syn”[1]
- 六朗, „sześć, jasny”

## Znane osoby
- Rokurō Mochizuki (六郎), japoński reżyser filmowy
- Rokurō Naya (六朗), japoński seiyū
- Rokurō Yashiro (六郎), admirał Japońskiej Cesarskiej Marynarki Wojennej

## Fikcyjne postacie
- Rokurō Mochizuki (六郎), bohater mangi i anime Brave10
- Rokurō Unno (六郎), bohater mangi i anime Brave10